# Anpassungsdämpfung
Die Anpassungsdämpfung {\displaystyle r} (engl.: matching attenuation), auch Schnittstellendämpfung genannt, ist in der Hochfrequenztechnik eine Dämpfung durch Reflexion. Sie tritt auf, wenn eine Leitung nicht mit ihrer Wellenimpedanz abgeschlossen ist oder Leitungen mit unterschiedlichen Wellenimpedanzen gekoppelt werden. Am Ort der Fehlanpassung entsteht im Hochfrequenzbereich durch Reflexion eine zum Leitungsanfang zurück laufende Welle als Störung.
Bei jeder Schnittstelle bildet

Teilweise Reflexion und Transmission eines Impulses an der sprunghaften Änderung der Wellenimpedanz. Der reflektierte Anteil und der transmittierte Anteil der Intensität hängen ab vom Unterschied der Wellenimpedanzen

- der Eingangswiderstand bzw. Außenwiderstand {\displaystyle R_{\mathrm {a} }} der Last mit
- dem Ausgangswiderstand bzw. Innenwiderstand {\displaystyle R_{\mathrm {i} }} der Quelle

eine Anpassungsdämpfung {\displaystyle r}:
{\displaystyle r={\frac {R_{\mathrm {a} }}{R_{\mathrm {a} }+R_{\mathrm {i} }}}}
und das Anpassungsdämpfungsmaß:
{\displaystyle \Delta L=\ln {\frac {1}{r}}=-20\;\lg r{\text{ dB}}}
mit
- dem natürlichen Logarithmus {\displaystyle \ln }
- dem dekadischen Logarithmus {\displaystyle \lg }
- der Hilfsmaßeinheit dB.

## In der Tontechnik
Eine Anpassungsdämpfung gibt es auch im Audio-Bereich, also in der Tontechnik. Beispielsweise erleidet ein Mikrofon, das in den Eingang einer Soundkarte gesteckt wird eine Anpassungsdämpfung. Wie gut, wenn das Mikrofon niederohmig ist, also einen niedrigen Ausgangswiderstand (Quellwiderstand, Innenwiderstand) {\displaystyle R_{\mathrm {i} }} von 50 Ω besitzt und es sich um Niederfrequenz im Hörbereich bis maximal 40 kHz (doppelte Hörgrenze) handelt. Als Lastwiderstand {\displaystyle R_{\mathrm {a} }} tritt der Eingangswiderstand des Mischpults (Mikrofonvorverstärker) mit 1000 bis 2000 Ω auf. Eine Anpassungsdämpfung von kleiner 1 dB ist problemlos.
Besonders ist der wichtige Dämpfungsfaktor bei der Schnittstelle vom Endverstärker mit 0,1 Ω Ausgangswiderstand zum üblichen 8-Ω-Lautsprecher als Anpassungsdämpfung zu beachten. Hier gibt es keine Leistungsanpassung.